# Minimilön
Minimilön är den lägsta lön en arbetsgivare lagligt får ge en arbetstagare för utfört arbete. Minimilöner är alltså en reglering av försäljningen av arbete. En lagstadgad minimilön finns i många länder, men långt från alla.

## Minimilön i världen

### Sverige
I Sverige finns ingen lagstadgad minimilön, utan dessa etableras genom kollektivavtal mellan arbetsmarknadens parter, det vill säga arbetsgivare och fackföreningar, utan direkt statlig inblandning. Vanliga benämningar är då ingångslön eller grundlön. Kollektivavtalen är frivilliga, varför deras lägsta råmärke bara utgör minimilön inom de företag som valt att ansluta till kollektivavtalen. Därmed finns det ingen minimilön i Sverige, utan just lönen är en i lag helt oreglerad överenskommelse mellan arbetstagare och arbetsgivare.

### Norge
I Norge finns det ett eget system där minimilönen i kollektivavtalen allmängiltigförklaras så att de gäller en hel region, bransch eller yrke. En egen nämnd, Tariffnemnda, avgör om löne- och arbetsvillkoren riskerar att försämras på grund av att delar av arbetskraften fått sämre villkor, till exempel genom att utländsk arbetskraft hyrts in. En av parterna i arbetslivet  måste be om att ett avtal allmängiltigförklaras. Begäran måste kunna dokumenteras och beslutet fattas sedan av Tariffnemnda, som består av fem personer, varav en från LO och en från arbetsgivarna. Sedan 2004 har allmängiltigförklaring använts för bland annat byggindustrin (2005), varvsindustrin (2008), jordbruket (2010), renhållning (2011) och fiskeindustrin samt elinstallatörer (2015).

### USA
Den federala minimilönen i USA är 7,25 dollar per timme, men Bill Clinton gav delstaterna möjlighet att sätta en högre minimilön, vilket stater med 70 procent av USA:s befolkning har gjort. Under federal lagstiftning räcker det för arbetare som får dricks att deras totala ersättning, inklusive dricks, motsvarar minimilönen. Därför kan deras timlön utan dricksen vara lägre än minimilönen.

### Storbritannien
Storbritannien införde i slutet av 1990-talet en minimilön som, sedan oktober 2015, uppgår till 6,70 pund per timme för personer över 21 år. 
Sedan 1 april 2016 har minimumlönen för personer över 25 stigit till 7,20 pund per timme..

### Frankrike
I Frankrike kallas minimilönen Salaire Minimum Interprofessionnel de Croissance (SMIC) och indexeras årligen 1 januari. 2019 års belopp är 10,03 euro per timme, vilket motsvarar en månadslön på 1 521,22 euro före skatt med en arbetstid på 35 timmar per vecka (151,67 timmar per månad). 2008 hade 14,5% av de franska löntagarna en lön på SMIC-nivån. Föregångaren till SMIC, Salaire Minimum Interprofessionnel Garanti (SMIG) infördes 1950, och ersattes 1970 av SMIC, när principen för indexeringen ändrades.

## Empiriska studier

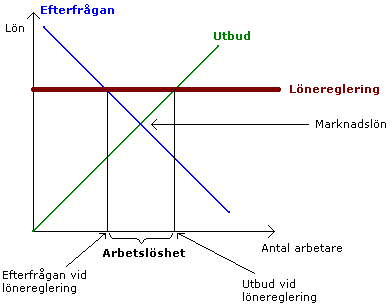
Den klassiska förklaringen till arbetslöshet.

Medan det finns lagstadgad minimilön i många stater, finns det skiftande meningar om för- och nackdelarna av en sådan lag. Anhängare av lagstadgad minimilön hävdar att den höjer levnadsstandarden och minskar fattigdom. Motståndare hävdar att om minimilönen är tillräckligt hög för att vara verksam så ökar den arbetslösheten, speciellt bland lågproduktiva arbetare, på så vis drar produktivare arbetare fördel på bekostnad av lågproduktiva arbetare. På en arbetsmarknad som är präglad av perfekt konkurrens kommer införandet av en minimilön högre än marknadslönen att skapa arbetslöshet genom att utbudet överstiger efterfrågan, säger dessa människor. Detta är en klassisk förklaring till arbetslöshet.
Ekonomer är oense om minimilönernas inverkan i "den verkliga världen". Meningsskiljaktighet tar ofta form av motsägande empiriska studier av elasticiteten av utbud och efterfrågan på arbetsmarknaden, och till vilken grad marknaden skiljer sig från det som modellerna för perfekt konkurrens förutspår.
Ekonomer har gjort empiriska studier av flera aspekter av minimilönen, bland de mest framträdande:
- Inverkan på arbetslöshet (den mest studerade aspekten)
- Inverkan på fördelningen av löner mellan lågt och högt betalda arbetare
- Inverkan på fördelningen av inkomster mellan låginkomst- och höginkomstfamiljer
- Inverkan på arbetares färdigheter från utbildning på jobbet och uppskjutande av arbete för att skaffa utbildning
- Inverkan på priser och vinst

Fram till mitten av 1990-talet fanns det ett starkt konsensus, både bland konservativa och socialliberaler, att minimilöner ökade arbetslösheten, speciellt bland yngre och lågproduktiva arbetare.
Förutom den intuitiva bilden utbud och efterfråga ger, så finns det ett flertal empiriska studier som stödjer denna ståndpunkt. Till exempel, Gramlich (1976) såg att fördelarna gick till höginkomstfamiljer, och att det speciellt var tonåringar som fick det värre ställt av arbetslösheten som förknippas med minimilöner. En genomgång av de senaste decenniernas minimilönsforskning konstaterade att en ansenlig majoritet av artiklarna hade kommit fram till att minimilöner är negativa för sysselsättningen. Detta gällde särskilt den mest högkvalitativa forskningen.

### Card och Krueger
Minimilönen höjdes 1992 i New Jersey från $4,25 till $5,05 per timme (en höjning på 18,8%) medan den angränsande delstaten Pennsylvania behöll nivån på $4,24. David Card och Alan Krueger samlade in data från snabbmatsrestauranger i New Jersey och östra Pennsylvania för att studera vilka effekter detta hade på arbetslösheten i New Jersey.
Grundläggande ekonomiska teorier pekar på att den relativa arbetslösheten skulle öka i New Jersey. Card och Krueger undersökte arbetsgivare före höjningen i New Jersey i april 1992, och igen i november-december 1992, genom att fråga chefer efter data över motsvarande nivåer för heltidsanställd personal båda gångerna. Baserat på arbetsgivarnas svar kunde författarna fastställa att ökningen av den lagstadgade minimilönen ökade arbetstillfällena i restaurangerna i New Jersey.
Card och Krueger utvidgade deras första artikel i boken Myth and Measurement: The New Economics of the Minimum Wage (ISBN 0-691-04823-1) från 1995. De hävdar att de negativa effekterna av lagar för minimilöner är minimala om inte icke-existerande. Till exempel studerade de de delstatliga höjningarna i New Jersey 1992, i Kalifornien 1988 och höjningen av den federala minimilönen 1990-91. Förutom deras egna upptäckter, återanalyserade tidigare studier med uppdaterad data, och fann att de äldre resultaten vilka påvisade en negativ effekt på arbetslösheten inte stämde i de nya större datauppsättningarna.
Kritiker menar att deras studier är bristfälliga. I senare försök att bekräfta slutsatserna begärdes lönelistor från arbetsgivare ut för att bekräfta anställningarna, och kom fram till att höjningen av den lagstadgade minimilönen ökade arbetslösheten. Följaktligen motsades till en början inte Card/Kruegers resultat av data insamlad och analyserad av David Neumark and William Wascher, men i senare reviderade versioner fann de att samma datauppsättning hade ökat arbetslösheten. Ökningen på 18,8% av nivån resulterade i "[statistiskt] obetydlig - fast än nästan alltid negativa" effekter på arbetslösheten.
En annan möjlig förklaring till varför de nuvarande lagarna för minimilöner inte påverkade arbetslösheten i USA kan vara att minimilönen är satt nära jämviktsläget för lågutbildade arbetare. Utan tvingande lagar kommer då lågutbildade arbetare få ungefär samma lön. Däremot skulle en ökning över jämviktsläget med stor sannolikhet öka arbetslösheten.